# Thenzawl
Thenzawl es un pueblo  situado en el distrito de Serchhip,  en el estado de Mizoram (India). Su población es de 7259 habitantes (2011). Se encuentra a 90 km de Aizawl, la capital del estado.

## Demografía
Según el censo de 2011 la población de Thenzawl era de 7259 habitantes, de los cuales 3617 eran hombres y 3642 eran mujeres. Thenzawl tiene una tasa media de alfabetización del 98,15%, superior a la media estatal del 91,33%: la alfabetización masculina es del 98,07%, y la alfabetización femenina del 98,23%.